# Пегавац (лептир)
Пегавац или смеђи пегавац (лат. Hamearis lucina) врста је лептира из породице пегаваца (лат. Riodinidae).

## Опис врсте
Сличност са другим врстама постоји само на први поглед. Са горње стране крила је препознатљив по низу тачака уз рубове крила, а са доње по низовима белих или сребрнастих мрља оивичених црном. Лептири друге (летње) генерације обично су нешто тамнији од пролећних.
- Hamearis lucina ♂
- Hamearis lucina ♂   △
- Hamearis lucina ♀

## Распрострањење и станиште
Живи у шумарцима и по ободу већих шума, широко је распростањен.

## Биљке хранитељке
Основна биљка хранитељка је јагорчевина.